# 伊克塞勒
伊克塞勒（法語發音：[iksɛl]），荷兰语名埃尔瑟讷（荷蘭語：Elsene，荷蘭語發音：[ˈɛlsənə] ⓘ），是比利时布鲁塞尔首都大区的一个市镇，属于比利时法语社群和弗拉芒社群，法语和荷蘭語均为官方语言（但法语使用者居多），面积6.34平方千米，人口87,632人（2020年1月1日）。

## 人口
截至2020年1月1日，伊克塞勒人口超过1,000人的移民族裔如下：
| 法國     | 11,470 |
| 義大利   | 4,504  |
| 西班牙   | 2,540  |
| 葡萄牙   | 1,795  |
| 德国     | 1,793  |
| 羅馬尼亞 | 1,750  |
| 波蘭     | 1,378  |
| 英国     | 1,188  |
| 摩洛哥   | 1,107  |
| 希腊     | 1,045  |

## 友好城市
伊克塞勒与以下城市或地区结为友好关系：
- 法國 比亚里茨（1958年）[4]
- 刚果民主共和国 金沙萨卡拉穆（法语：Kalamu (Kinshasa)）（2003年）[5]
- 巴勒斯坦 扎巴比达（英语：Zababdeh）（2003年）[5][6]
- 以色列 米吉多（2012年）[5]